# Iglesia de Vilar de Frades

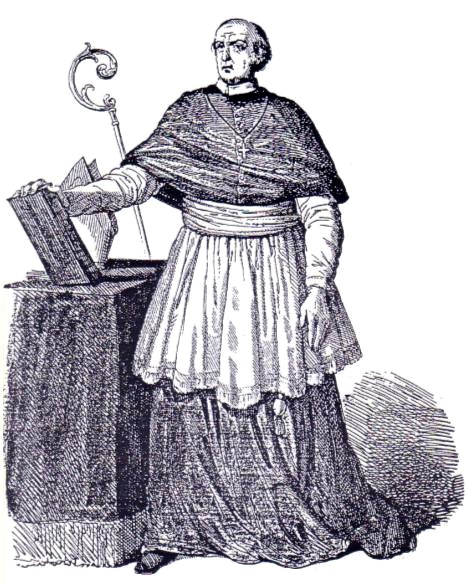
Mestre João Vicente fundador de la Congregación de los Canónigos Seculares de San Juan Evangelista, Orden de Lóios y del Convento de Vilar de Frades.

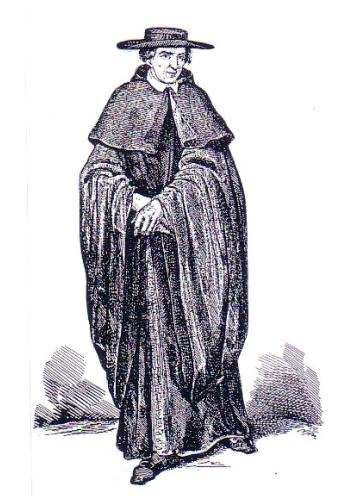
Canónigo de la Orden de Lóios. El dibujo proviene de la obra Galería de las órdenes religiosas y militares desde la más remota antigüedad hasta nuestros días adornada con múltiples figuras, autor desconocido, 1843.

La Iglesia de Vilar de Frades, también conocida como Iglesia del Monasterio de los Lóios e Iglesia de San Salvador de Vilar de Frades es un templo situado a los pies del Monte Airó, junto a la orilla izquierda del río Cávado en la parroquia de Areias de Vilar, en el concejo de Barcelos, distrito de Braga, al norte de Portugal.
Forma parte de un convento de la Congregación de los Canónigos Seculares de San Juan Evangelista, donde la orden estableció su primera casa madre, que antes había sido un monasterio benedictino.
Su arquitectura es notable especialmente por los abovedados la iglesia, principalmente los del ábside y el transepto así como el pórtico manuelino de la fachada principal al lado del cual se encuentra, en la torre sur, un pórtico y una ventana románicos construidos, sin embargo, en el siglo XIX con los restos del monasterio original.
Está catalogada como monumento nacional portugués desde 1910.

## Historia
La referencia más antigua del monasterio benedictino de Vilar de Frades es de 1509. Sin embargo, según Fray Leão de São Tomás, había existido una carta del monje benedictino Hermano Drumário escrita el 7 de octubre de 571 la que indicaba que el monasterio fue fundado en 566 por San Martín de Braga. Según Jorge de São Paulo, que acreditaba la existencia de esta carta, el monasterio siguió el Regla de San Benito desde esa fecha hasta el año 714 año en el que fue destruido debido a las invasiones musulmanas sin que quedase nada de esta época de la vida del convento. Según el mismo autor podría haberse reconstruido en el año 1070 y manteniéndose bajo la jurisdicción de la Orden Benedictina hasta 1425. La reconstrucción fue obra, sobre todo, de los nobles locales como Godinho Viegas que, por su compromiso con Reconquista cristiana, recibió los favores de los primeros monarcas portugueses, como Sancho I, el cual dio la una carta asilo al monasterio en 1172. Doña Gotinha, pariente de Godinho Viegas dio en 1104 un nuevo impulso al convento para el que donó una propiedad rústica en la parroquia de Santiago de Encourados.
Doña Beringeira Aires, heredera y patrona de otros conventos además de este, donó el doce de agosto de 1302 el patrocinio y la jurisdicción que tenía sobre el monasterio a Geraldo Domingues, obispo de Oporto. En 1400 se convirtió en una abadía secular bajo el patrocinio del arzobispo de Braga, don Martinho Afonso Pires. Finalmente, en 1425, don Guerra Fernando, Arzobispo de Braga, puso el monasterio en manos de Mestre João Vicente, futuro obispo de Lamego y Viseu. Este lo encontró en muy mal estado pero lo reformó de una manera ejemplar con el apoyo que recibió de la Santa Sede y de la Diócesis de Braga que anexionaron trece iglesias al convento hasta 1510, después de haberle faltado apoyo a la nueva congregación religiosa en otros lugares. La congregación tuvo todavía el apoyo de D. Vasco en Evora, pero la oferta del monasterio antiguo fue decisiva. El «Maese» encontró el antiguo monasterio reducido a unos pobres casas o chozas y una pequeña iglesia, todo en un estado que tenía más de ruina que de edificio. El claustro servía en esa época como establo de ganado, las oficinas estaban destruidas y la iglesia hacía de granero y bodega. Los hermanos pasaron a vivir en cubículos en la antigua iglesia.
El apoyo de la sede de Braga no fue constante. En esta época la congregación se tuvo que instalar en Vilar de acuerdo con el cabildo de la catedral de Braga, que permitió la anexión de la Iglesia del Monasterio de «San Benito da Várzea», solo desde que los futuros rectores se sometieron a la autoridad del arzobispo de Braga, quedando la confirmación de la elección de los mismos que hicieran en capítulo general pendiente de la jurisdicción episcopal.
Los canónigos, sin embargo, manifestaron desde el principio sus deseos de autonomía respecto a Braga, buscando el apoyo de la corte real (Alfonso V de Portugal), del conde de Barcelos, del Duque de Braganza y hasta de la misma Santa Sede. Esta confirmó su apoyo a la nueva Orden durante el pontificado de los papas Martín V y Eugenio IV el cual promovió al «Maestre João Vicente» a obispo de Lamego, además de ordenar que el convento quedase sin dependencia del Arzobispo. El mismo Monseñor José Augusto Ferreira llegó a decir que los «Canónigos Azules de Vilar se hicieron rojos y se embarcaron en el camino de la ingratitud». La acción de Fernando da Guerra fue también paradójica en este conflicto de intereses ya que siguió anexionando iglesias al convento al mismo tiempo que intentaba forzar a los hermanos a reconocer su autoridad, lo que consiguió el 29 de abril de 1461, al nombrar Rector a João de Nazaret. En los siglos siguientes los rectores intentaron de nuevo la máxima autonomía en relación con el arzobispado. Debe tenerse en cuenta que, como defiende José Marques, la Orden de Loios o canónigos seculares evangelistas que se presentaba como una comunidad de «nuevo tipo», debe sin duda su existencia y fundación al apoyo de Fernando da Guerra al ceder las instalaciones del convento de San Salvador de Vilar de Frades ya que la congregación tuvo problemas para instalarse tanto en Lisboa como en Oporto, sin recibir apenas apoyo en Braga.
Al convento se anexionaron varias iglesias a lo largo de su ocupación por los Lóios, la mayoría de ellos con la ayuda de Fernando da Guerra lo que otorgaba cada vez más poder a la Orden en esta región. Además de la iglesia ya mencionada del Monasterio de São Bento da Várzea también se anexionó la Iglesia de Santa María Magdalena, la de São João de Areias de Vilar, Santa Leocádia de Pedra Furada, Santa María de Moure, São Jorge de Airó, São Martinho de Airó, São Vicente de Areias, São Pedro de Adães y Santiago de Encourados. El arzobispo Luis Pires anexionó a Santa María de Gois después de que el abad de esta iglesia renunciase a su adhesión a la Orden de Lóios.
La Iglesia de São Martinho de Manhente (y el convento) también le fue encomendada por Nicolás V a través de una bula de 1448 confirmada por un bula posterior de 1450, y tomó posesión de ella en 1480, después de confirmar también a don Luis Pires. Con esta anexión, el rector de Vilar de Frades pasó a detentar las prerrogativas del coto de Manhente, es decir, capitán de milicias, capitán de caballerías, repartidor de armas, alcalde y juez civil, con competencias para nombrar al juez del coto. La Iglesia de São Melião de Mariz fue anexionada después de una serie de peripecias: tras de la muerte del abad de esta iglesia, los canónigos pidieron a don Jorge da Costa que se encontraba en Roma, que anexionase también esta iglesia a su convento. El cardenal, sin embargo, nombró a João dos Santos como abad de esta iglesia. Los canónigos, por su parte, convencieron al nuevo abad para que ingresase en la congregación y pedir la anexión de la iglesia a su convento. El Papa Julio II confirmó la anexión.
La congregación había recibido durante su historia varios favores, indultos, gracias, exenciones y privilegios concedidos por varios papas como Gregorio VII, Eugenio IV, León X, Pío II, Alejandro VI, Clemente VII, Pío V, Sixto V, Clemente VIII, Inocencio XI y Alejandro VIII.
El rey Afonso V fue uno de los reyes portugueses que más benefició la Orden, y a Vilar de Frades en particular, con muchos privilegios y exenciones. Francisco de Santa María refiere la participación entusiasta de los hermanos cuando tuvo lugar la aclamación de Juan IV de Portugal después del dominio filipino. Juan V de Portugal confirmó los privilegios concedidos por sus predecesores al conceder al Convento de Vilar de Frades la misma licencia que se concedió al Hospital Real de Todos los Santos. María I de Portugal fundó en el convento una escuela el 23 de octubre de 1779 «para leer, escribir y contar». Por disposición real de 1782, la soberana concedió a los canónigos de Vilar de Frades los mismos privilegios que habían sido asignados al cabildo de la Catedral de Oporto y a los monjes de la orden benedictina con el fin de proteger los intereses económicos del convento. A finales del siglo XVIII, Vilar de Frades tenía un amplio poder temporal y económico sobre 126 parroquias. De la ostentación y riqueza de la colegiata da testimonio el abad barcelense José Rosa, que en 1899 escribió en «O Comércio de Barcelos» que estos canónigos tenían con más boato y aparato en sus colegiados o colegiadas que los Canónigos de la metrópolis bracharense.

## La Iglesia

### Información general

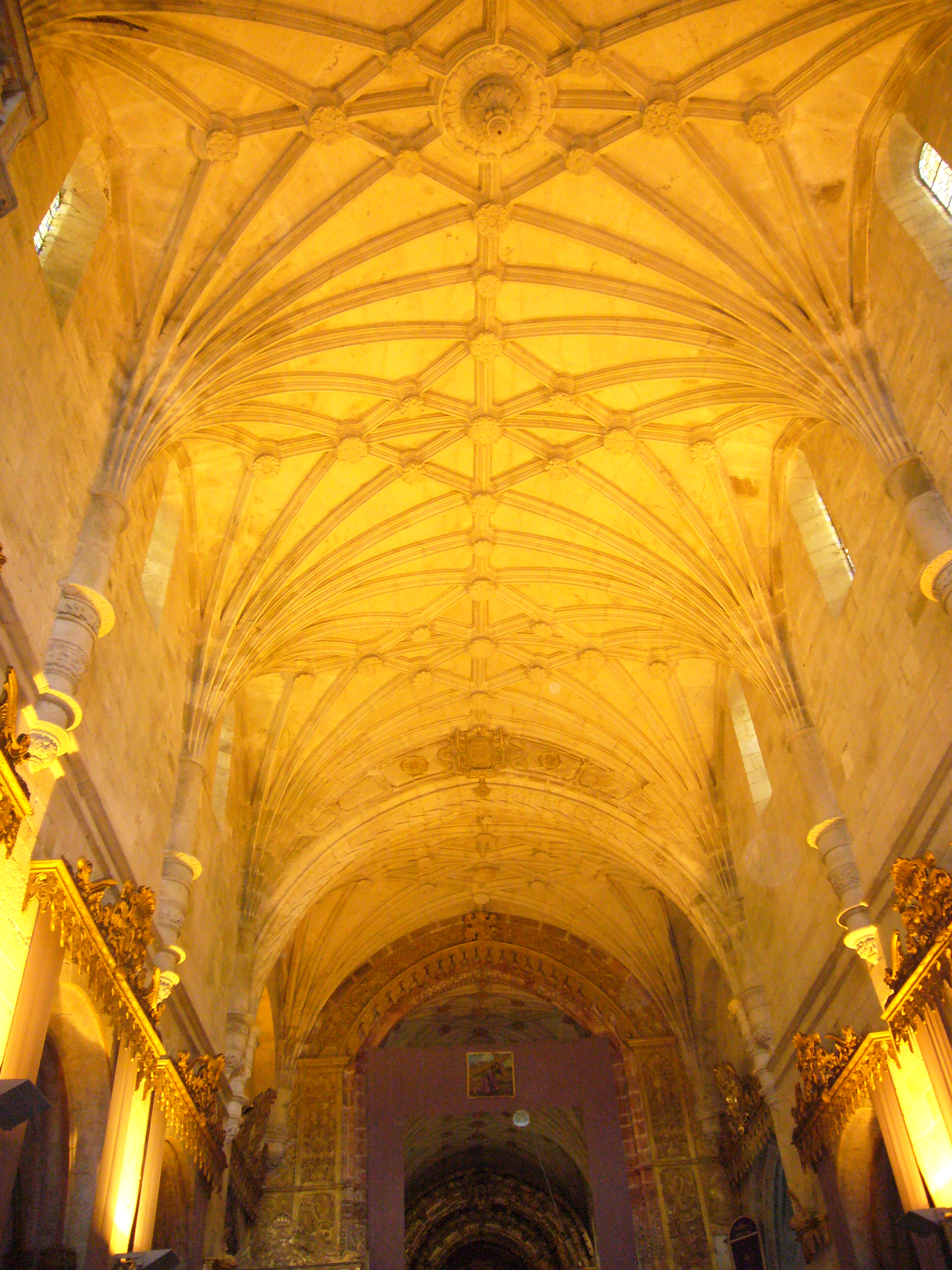
Abovedado de la nave de la iglesia.

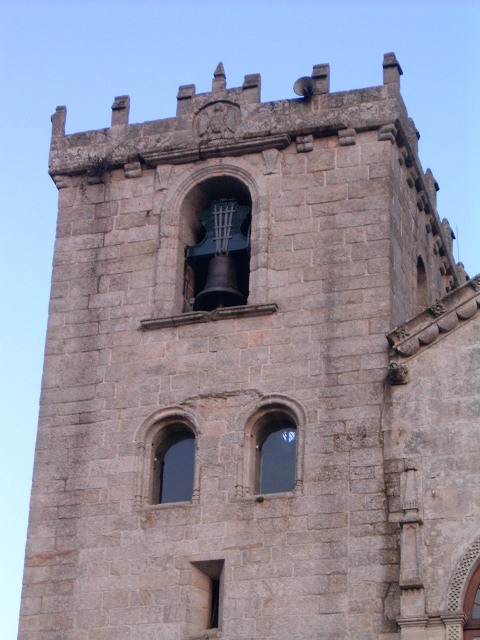
Torreón de la fachada principal, al norte, con almenas y un águila, símbolo de la Congregación.

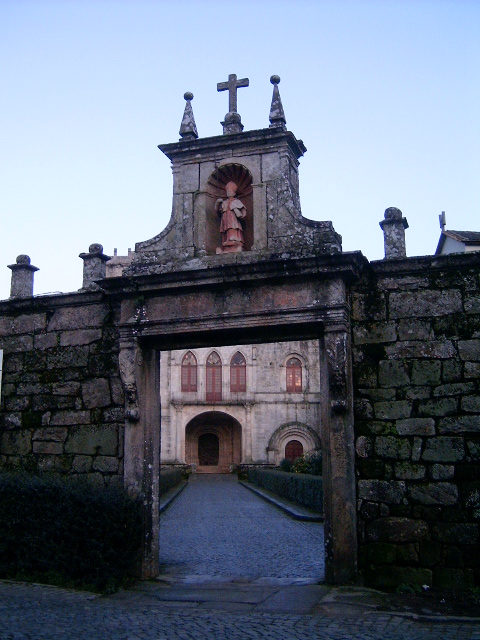
Puerta de acceso al cementerio con una imagen de São Lourenço Justiniano.

El acceso al patio de la iglesia se hace una portada en el que hay un nicho en la parte superior que representa a la figura de San Lorenzo Justiniano, reformador de la orden de canónigos seculares de San Juan Evangelista.
La iglesia es de estilo románico temprano y todavía subsisten algunos elementos en el lado sur —a la derecha del espectador— de la fachada ( «torre vieja») que se ha fechado de manera irregular por varios autores ya que van desde 1070 hasta comienzos del siglo XIII. Sin embargo, teniendo en cuenta la fecha del documento de couto y las características estilísticas de los elementos conservados, propios del románico tardío, se cree que fue hecha en el último tercio del siglo XII. Tanto el pórtico como la ventana en la parte superior que se reconstruyó por orden del rector Martinho José de Almeida en el siglo XIX modificó, probablemente, gran parte de la estructura original. El pórtico tiene actualmente tres arquivoltas decorada con criaturas fabulosas y elementos naturalistas y geométricos que se apoyan en pequeñas columnas con capiteles en los que están labrados elementos típicos de bestiario románico.
La iglesia tiene planta en forma de cruz latina con un transepto reducido y tiene la cabecera orientada el este. El cuerpo es de una sola nave, separada de cinco capillas laterales por cada lado que están intercomunicadas y que se separan de la nave por una verja de madera. Estas características son similares a las que fueron designadas como iglesias criptocolaterales, muy comunes desde mediados del siglo XVI. La capilla mayor es relativamente profunda, con planta rectangular, de dimensiones monumentales, a diferencia del transepto, más modesto en su volumetría y con un desnivel poco pronunciado entre estos dos espacios lo que facilita la comunicación con la nave. Este aspecto funcional se utilizara ampliamente más adelante en las iglesias jesuíticas.
La iglesia tuvo varias obras de consolidación hechas a cargo de la «Dirección General de Edificios y Monumentos Nacionales» y del «Instituto Portugués del Patrimonio Arquitectónico» (desde la década de los 90) y consistieron en obras en las cubiertas, limpiezas y drenajes, estabilización de las estructuras y limpieza y aislamiento de paramentos y canterías, realización de estudios arqueológicos así como las obras de rehabilitación de fachadas y marcos de ventanas de la Iglesia y el acabado de las salas de la catequesis.

## Obras en el convento

### Siglo XVI
A principios del siglo XVI, con el patrocinio de Diogo de Sousa, comenzaron las obras de la capilla mayor y el crucero mientras que doña Leonor de Lemos y doña Teresa de Mendonça, sobrinas del arzobispo, financiaron los brazos de transepto. El resto del cuerpo de la Iglesia de esa época fue financiado por los propios canónigos y estaba en malas condiciones en 1620, fecha en que fue reconstruido durante la rectoría de Pero da Conceição (1621 - 1623), al mismo tiempo que se terminó la capilla mayor. Las obras del siglo XVI se consideran de trazado clásico aunque los documentos solo se refieren a la participación de un maestro de obras denominado «João Lopes de Guimarães», conocido como João Lopes, o Velho, que tenía, gracias a su experiencia, suficiente conocimiento para diseñar las obras.
Debe tenerse en cuenta que en una fecha posterior, otros personajes de la familia Lopes de Guimarães fueron contratados por los canónigos de Vilar de Frades en obras del convento. Muchos autores, sin embargo, atribuyen los planos arquitectónicos a Juan de Castillo y no creyeron que Juan Lopes tuviera competencia suficiente como para hacerlos. Si fue así, el proyecto dataría de la primera década del siglo XVI, cuando Castilho terminaba sus trabajos en la Catedral de Braga, donde se aplicó por primera vez en Portugal una «cúpula combada», sistema que se aplicó poco después en Vilar de Frades.
Don Diogo de Sousa, que quería que aquí se hubiese hecho su propia tumba —hay evidencia de que su deseo— entró, sin embargo, en conflicto con los hermanos cuando descubrió que ellos mismos habían mandado poner el escudo de la Orden en el arco crucero —un águila, en referencia a San Juan Evangelista— en lugar de su blasón, como era su voluntad. Por este motivo dejó de financiar las obras lo que obligó a los hermanos a hacer cambios sustanciales en el proyecto. Aun así, se debe a don Diogo gran parte de los principales trabajos realizados en el Monasterio, que se reanudaron en 1540 con la reconstrucción de la torre norte en 1561 con la construcción la biblioteca sobre las capillas laterales de lado del Evangelio y que fue derribada en 1630 para iniciar los contrafuertes en la parte posterior la Iglesia. Doña Leonor de Lemos, patrocinadora de la capilla del lado del Evangelio, era ya desde 1480 benefactora de la Orden, con su marido Fernão Pereira Torres de Angeja, incluso donaron edificios como una «torre vieja (...) por debajo de la Requinha» como se puede leer en el Archivo Nacional de la Torre do Tombo. La capilla del lado del Evangelio tiene en su centro, el plano circular y axial de la bóveda, la cruz florida familia de los Pereiras. Teresa de Mendonça financió la capilla lateral del lado de la Epístola, cuya cúpula decorada, es digno de mención. Durante la rectoría del padre Vicente da Conceição, no tenían sus dos mecenas terminadas las obras, permaneciendo sin «vidrieras», el propio rectos amenazó con ponerlos el mismo, con las fuerzas de la Orden pero las dos cedieron en terminarlas para garantizar sus derechos heráldicos. El escudo de armas de la Congregación y las de los Sousas articulan el cierre de la cúpula del transepto del lado de la Epístola. Las armas de don Diogo de Sousa, a su vez, aparecen dos veces en la bóveda de la capilla mayor, que tiene bastante similitud a la de los hermanos, ya que no habían tenido en cuenta el deseo de don Diogo de Sousa. El blasón que habría provocado el desagrado del Obispo, sin embargo, no existe actualmente en el frontispicio del crucero, ni se sabe lo que le ha sucedido en trabajos posteriores, ya que fue sustituido por una franja donde se puede leer «Haec est Domus Domini» («Esta es la casa de Dios»).
Las modificaciones en el proyecto, a fin de ajustarse a unos recursos económicos más modestos, se reflejaron principalmente en el cuerpo de la Iglesia. La entrada principal, el arco y la bóveda que soportan el coro mantuvieron el mismo toque arquitectónico del «edificio de la catedral de Braga» hecho por João Lopes. Durante el rectorado de Pero de São João-o-Velho, desde 1540 hasta 1542, se inició la construcción de la «torre grande» de la fachada principal, orientada hacia el norte, para la que se utilizó piedra procedente del Monasterio de Manhente y una antigua torre en San Martín de Airo —obra que se terminó al final de ese mismo siglo— con la construcción de nichos y la colocación del águila de San Juan Bautista orientada hacia el oeste, como remate de ellas, durante la rectoría de Francisco da Madre de Deus.
Varias obras del convento datan del siglo XVI como los dormitorios, el comedor, la cocina y el claustro así como la sillería del coro, el órgano de la iglesia, el retablo del altar mayor y el altar del Espíritu Santo, ya al finales de este mismo siglo.
Entre 1593 y 1594, el rector Cines encargó las obras de la zona oriental del convento. El 18 de febrero de 1593 se firmó el contrato con el maestro cantero João Coelho Lopes de Guimarães que debía terminar las obras de sillería en el mes de mayo del año siguiente en condiciones para que las recibiese el Capítulo general de la Orden. Las obras se extendía desde el nuevo «cabildo nuevo» con dos portadas «románicos» —de arco de medio punto— y una sala de apoyo para los trabajos del Capítulo General, con un «pórtico interior», una escalera a la enfermería, la escalera, dos pórticos «románicos», las letrinas y el alejamiento de la toma de agua. Hubo, sin embargo, retrasos en los trabajos que se concluyeron en diciembre.

### Siglo XVII
El 20 de enero de 1616, un temporal de grandes dimensiones —el temporal de San Sebastián, ya que ocurrió el día de esta festividad— causó estragos en la Iglesia, lo que motivó la ejecución de nueva obras en el siglo XVII. La sensación de inseguridad en las instalaciones degradadas propició, también, el culto que, por otra parte, merecía Nossa Senhora do Socorro, en una capilla que se construyó en 1620. En 1619, bajo las órdenes del rector António da Ascensão, comenzaron las obras que se extendían hacia el oeste, donde se construyó el cementerio actual frente a la fachada de la iglesia, en alineación con el claustro. Entonces fue demolida toda la estructura más antigua e insegura del convento. A continuación se construyó un muro frontal que unió la zona conventual a la de la iglesia, e incluía la portada actual de acceso al cementerio con la imagen de San Lorenzo Justiniano y otra con la figura de San Juan Evangelista, que da acceso al patio de la parte superior mediante una escalera interior de tres vuelos en los que se utilizó el pilar toscano y el arco de medio punto. Las escaleras comunican con el refectorio en el primer piso y los dormitorio en la planta superior a través de un amplio pasillo con grandes ventanas enmarcadas en granito y con una cornisa sobre un dintel. Las obras de los dormitorios de esta ala permanecieron paradas unos ochenta años, hasta el comienzo de siglo XVIII, ya que se dio prioridad a las obras en el cuerpo de la iglesia, que amenazaba ruina. Fue entonces cuando se hizo el abovedado de la iglesia . También de esta fecha datan las obras de mantenimiento de las celdas, de la enfermería y de la hospedería.

## Características

### Ábside y crucero

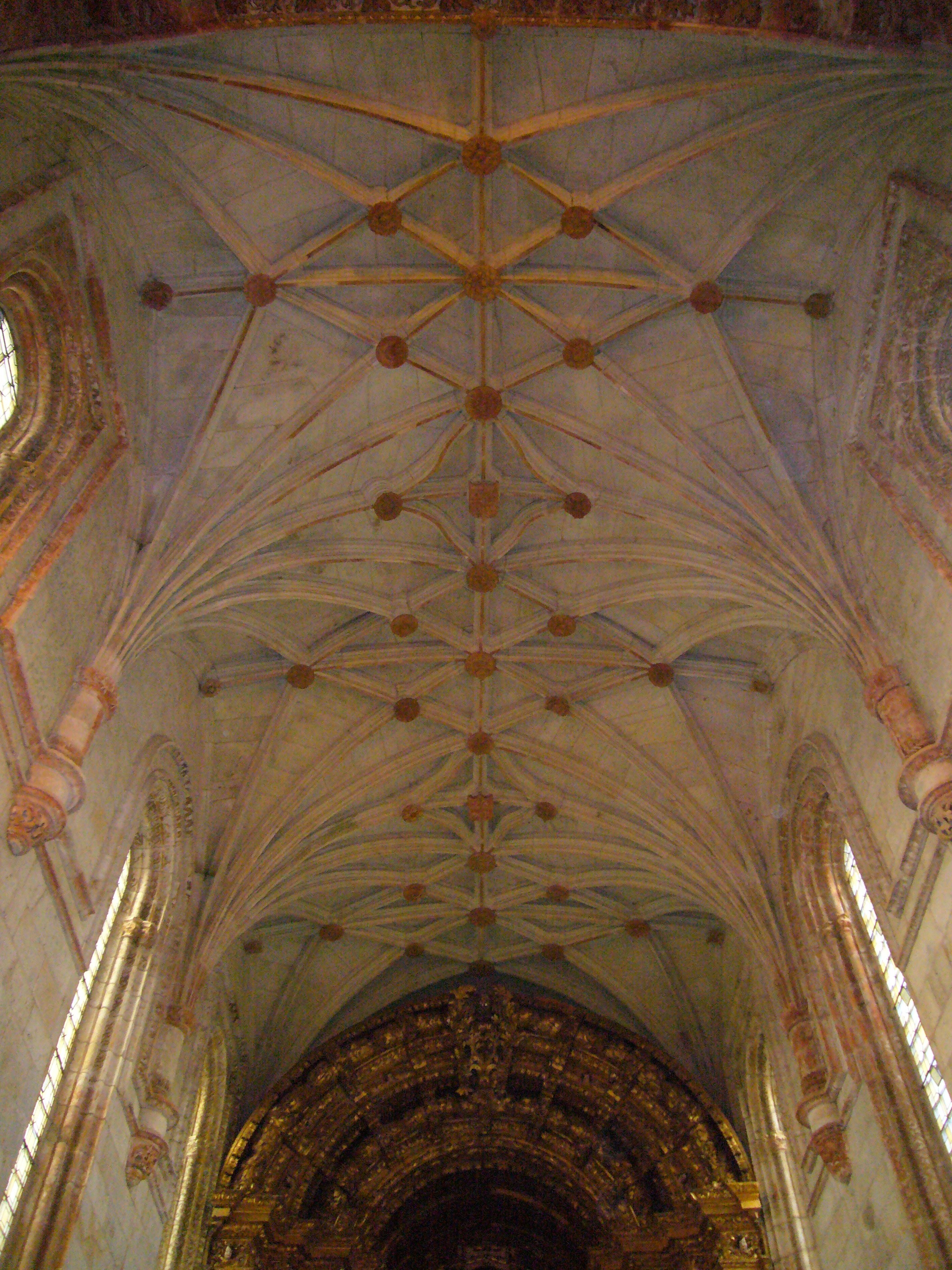
Bóveda del presbiterio de la Iglesia de Vilar de Frades.

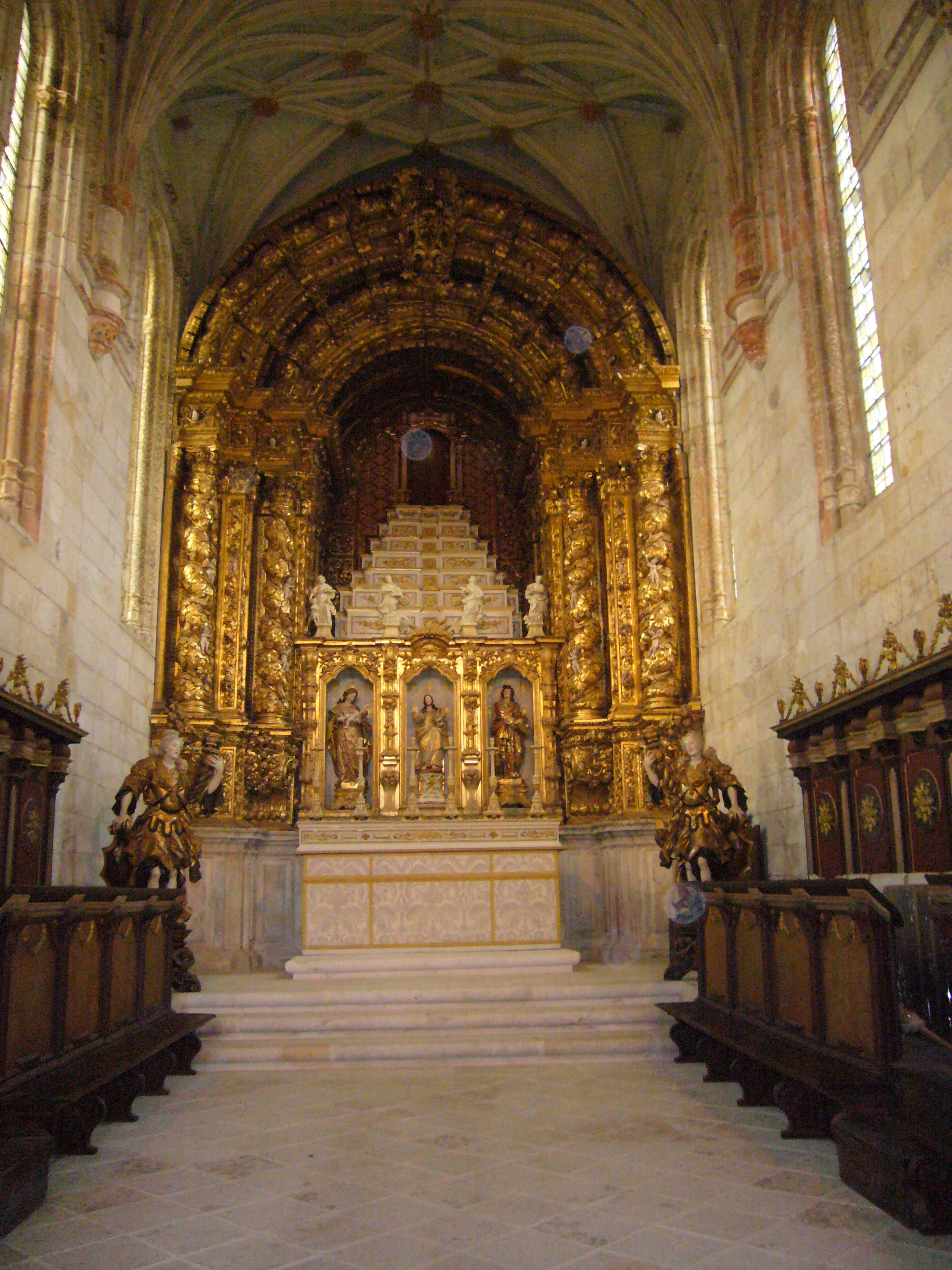
Retablo mayor.

La piedra utilizada en el ábside es un tipo de granito extraído en el monte de la Penida en Areias de Vilar, de una calidad estética inusual, ya que su aspecto se parece al mármol a la vez que a la piedra caliza por su maleabilidad para trabajarla. Los muros laterales del ábside tiene tres ventanas en cada lado, dispuestos simétricamente, de conformidad con los seis contrafuertes del exterior (tres en cada lado, con dos de ellas en las esquinas). Aunque se recurrió a elementos propios del manuelino, la relación de proporcionalidad armónica y equilibrada del conjunto es parte de una línea clasicista acentuada por la luz de los ventanales, por la claridad del granito utilizado, por las ménsulas que soportan las nervaduras del techo y por el friso que las une por la parte inferior, a media altura de las ventanas, rodeándolas. El abovedado, con los rasgos típicos de João de Castilho, fue construido de acuerdo a las nuevas técnicas que se aplicaron nervios combados lo que permite un notable rebaje del perfil. Los propios artesanos, que desconfiaban de la nueva técnica, llegaron incluso a temer el colapso del conjunto cuyo peso era soportado por ocho ménsulas (cuatro en cada muro lateral) que se apoyan en los contrafuertes. Los nervios de esta cúpula se disponen como vigas prismáticas que ascienden desde las ménsulas, a media altura del muro, y forman tres tramos de módulos rectangulares donde, en su cruce, dan lugar a arcos intermedios y de crucería con remates centrales —donde se ven rosas y emblemas como los dos blasones de don Diogo de Sousa— y cierres laterales en forma de rosetones tallados en la propia piedra.
Entre el arco crucero, que nace al nivel del mismo friso que une las ménsulas, y el arco del ábside, se encuadra el crucero, de dimensiones relativamente menores, cuya bóveda es también nervada en rectángulo y en su cerramiento axial se muestra un motivo solar (de dudosa interpretación: o el rostro de Dios o el sol monástico de la congregación).
Las ménsulas son más modestas que las del ábside y del resto de la nave. El arco crucero, algo más ligeramente apuntado, resulta de la conjunción de tres pseudo-columnas de base mixtilínea (es decir, circulares y poligonales) que se prolongan formando un arco trilobulado con un cordón, flores y otros motivos vegetales tallados, pero sin los excesos típicos del manuelino, aunque lo evoque.
En 1697 se aumentó la cabecera hacia el este para poder incluir el retablo y su tribuna lo que se hizo bajo la dirección de los maestros albañiles Pascoal Fernandes y João Moreira, de Oporto, en «estilo Chão» (estilo austero). Esta ampliación, visible desde el exterior, en la parte trasera del edificio, contrasta por su estilo con el del edificio manuelino ya que en vez de los contrafuertes y una cornisa cóncava decorada con rosetas, el anexo tiene columnas manieristas y una cornisa con un friso convexo inferior. En 1930, el director interino de los «Monumentos del Norte» manifestó, sin embargo, la necesidad de obras urgentes en el tejado, portada, marcos de ventanas y consolidación de la bóveda del ábside, que amenazaba ruina debido a apeamiento la pared cabecera para dar cabida al retablo.
En 1696, el retablo, con su trono eucarístico o tribuna, fue encargado a los maestros entalladores de Oporto Antonio Gomes y Domingos Nunes. El retablo fue hecho al estilo de la época (el llamado «estilo nacional»). Está compuesto por un encapsulado que soporta dos pares de columnas seudosalomónicas, un pilar entre cada par de columnas corintias y entablado y remate del retablo de arcos de medio punto. Lo complementaba una profunda tribuna de forma piramidal. Los dos maestros entalladores fueron también responsables, en 1698, de dos retablos laterales y 22 paneles que debían cubrir los registros inferiores de las paredes de ábside.

### Capillas colaterales y coro

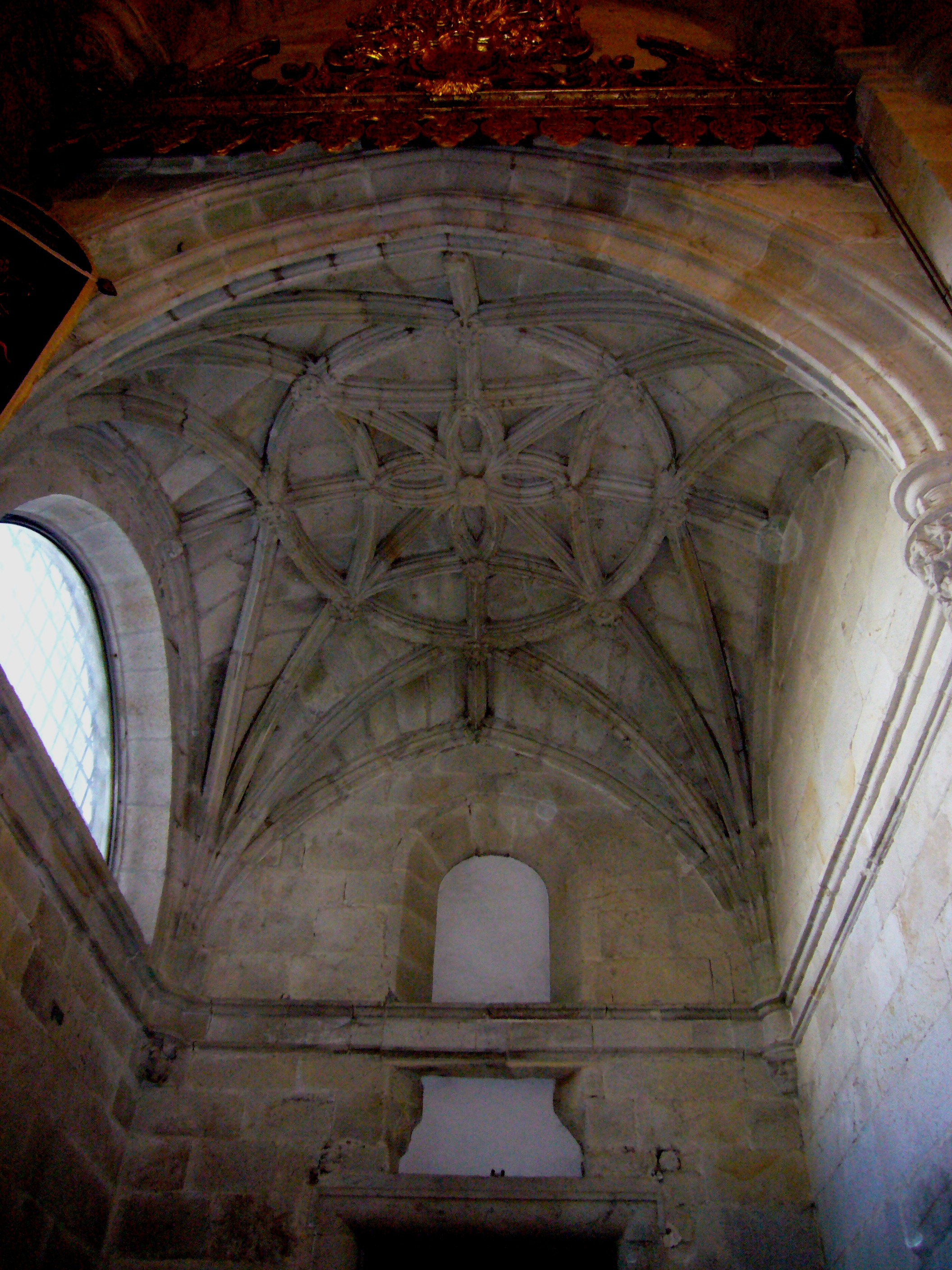
Capilla del lado de la Epístola.

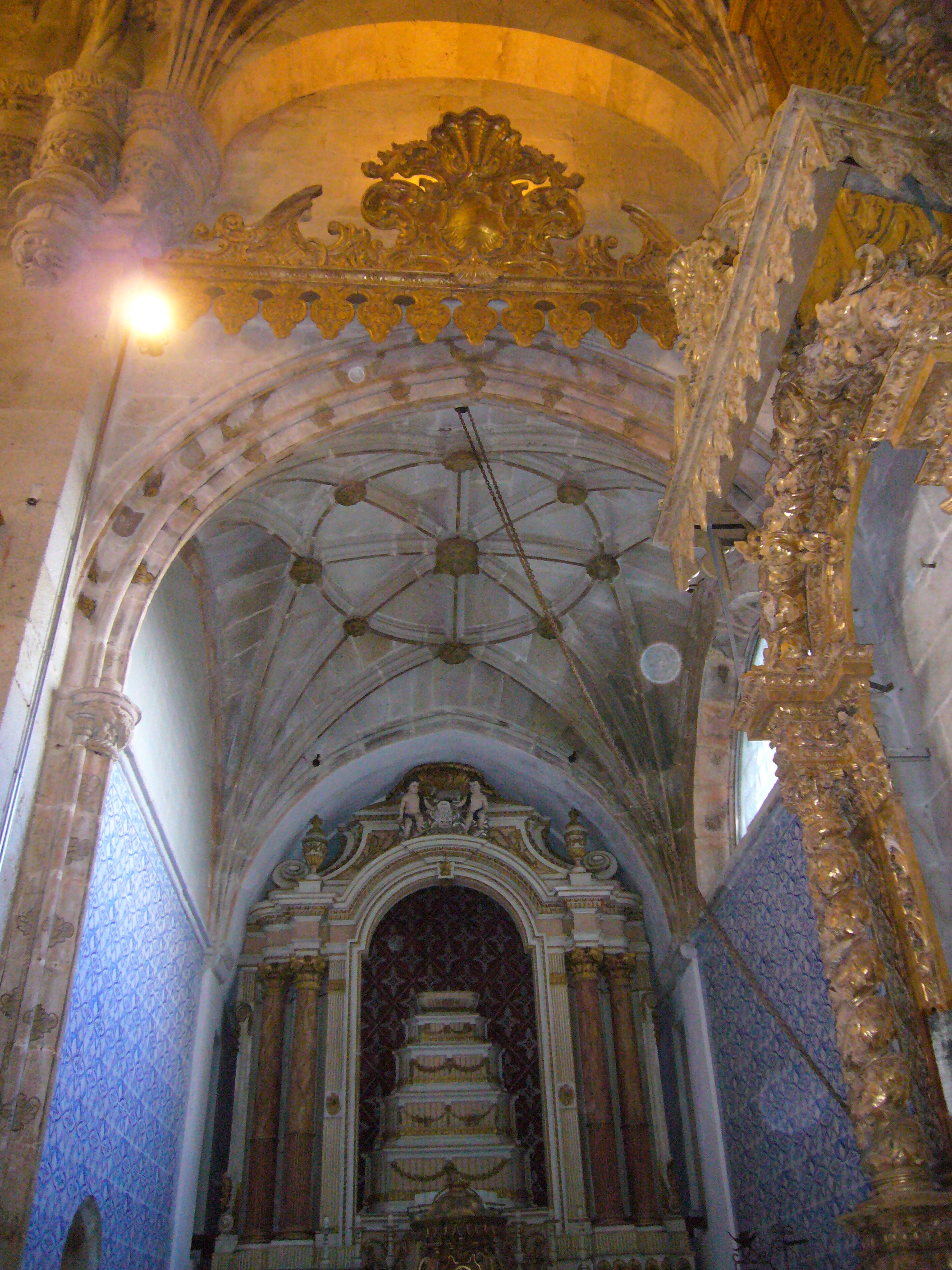
Capilla del lado del Evangelio.

Las capillas colaterales de estilo manuelino, antes mencionadas, también son relevantes en cuanto a sus bóvedas, de estructura casi cuadrangular. Sus nervaduras parten de las ménsulas decoradas con temas vegetales, antropomórficos y de la fauna, entre las que destaca la imagen del águila de San Juan Evangelista. Cada bóveda parte de cuatro ménsulas de las cuatro esquinas de las capillas, desde donde parten vigas de cinco nervaduras. En el caso de la capilla lado del Evangelio (lado izquierdo según los asistentes a la ceremonia religiosa), los nervios forman un círculo con cierres que tienen rosas esculpidas y, en el centro, el blasón de los Pereiras (familia del marido de la promotora de la capilla). La capilla del lado de la Epístola (lado derecho), a pesar de que parta del mismo esquema básico, presenta otra dificultad, con un «cuadrado» con los lados curvos y cóncavos, inscrito en un círculo de granito que tiene en su interior una flor de cuatro pétalos que, de hecho, conecta el blasón de la Orden con el escudo de armas de los Sousas. Las nervaduras inscritas en el círculo están trabajadas y cuentan con rosas de granito en las ensambladuras. ¿chaves?.
Ambas capillas se habían dotado con dos ventanas. Actualmente persisten las ventanas semiesféricas, si bien fueron retro-iluminadas, por otras de estilo manuelino que tenían, con total seguridad, vidrieras, pero se perdieron. La ampliación del transepto, probablemente en el siglo XVIII, cuando las capillas ya no eran de uso privado para recibir el Santísimo Sacramento, eliminó dicha ventana. Anteriormente, había ahí una capilla en honor de San Lorenzo Justiniano. La misma ventana, en el lado de la Epístola, sobre la puerta que comunica con la sacristía y el claustro, se encuentra actualmente clausurada y atravesada por un friso. Se desmanteló un retablo que había en esta capilla y fue trasladado a la Iglesia de Almacave en Lamego.
El coro, que se terminó durante las obras que se realizaron en el siglo XVI, fue renovado en 1682 por el ensamblador António João Padilha, de Oporto, para dotarlo de un asiento, respaldos, estantes, gradas y tribuna para el órgano.

### Cuerpo de la iglesia

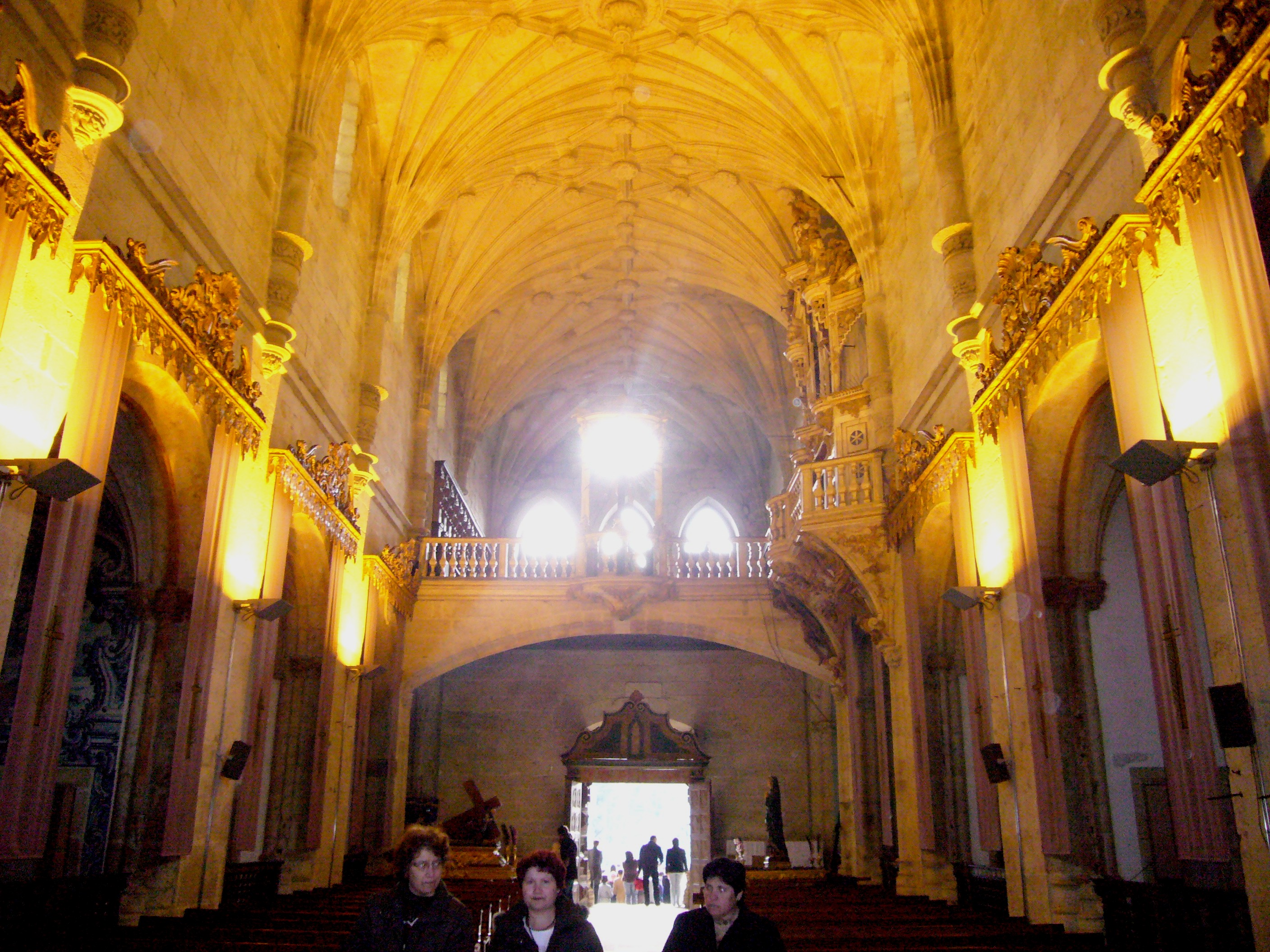
Vista de las bóvedas del cuerpo de la iglesia mirando hacia el coro.

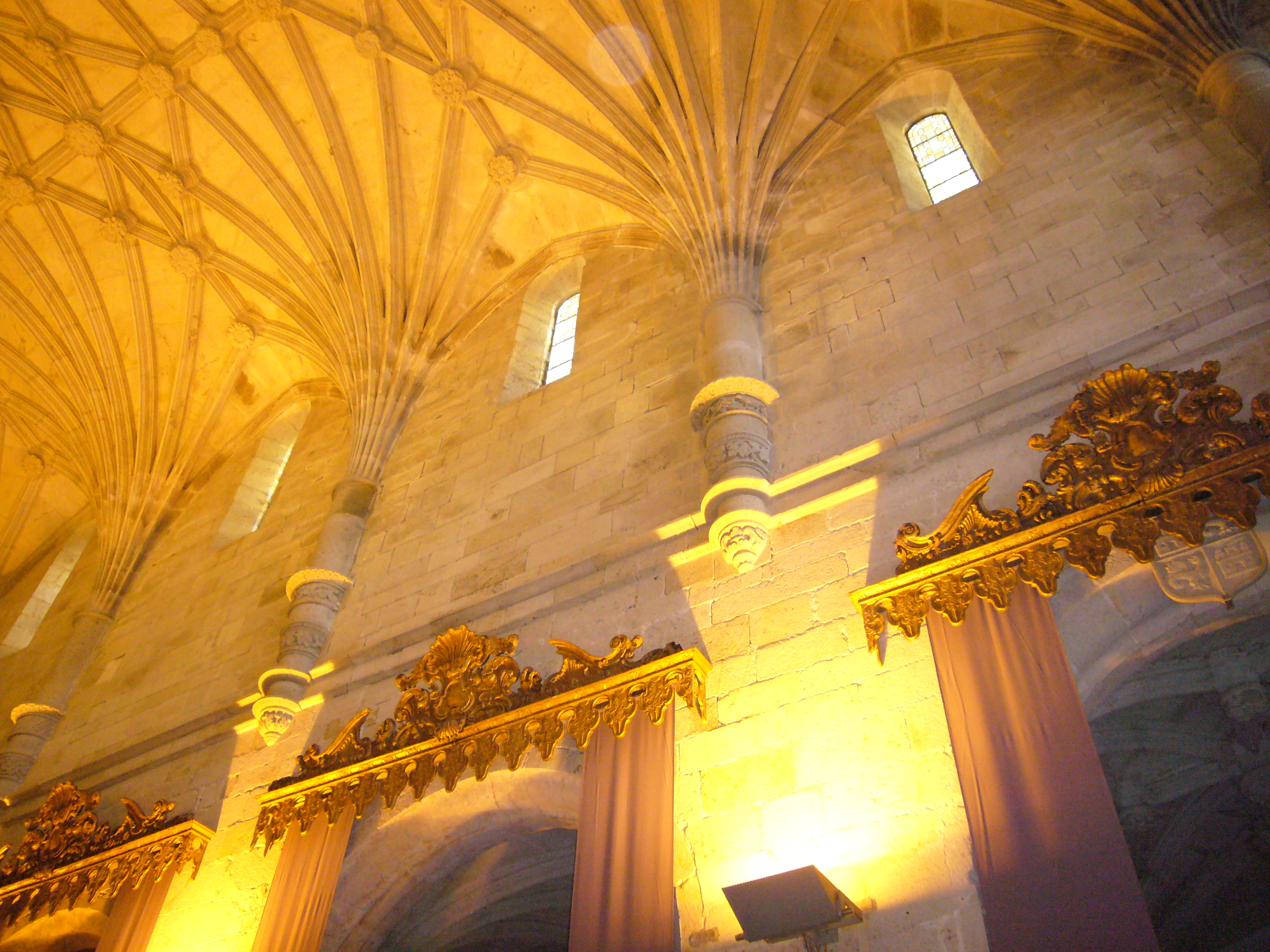
Detalle del arranque de las nervaduras a partir de las ménsulas.

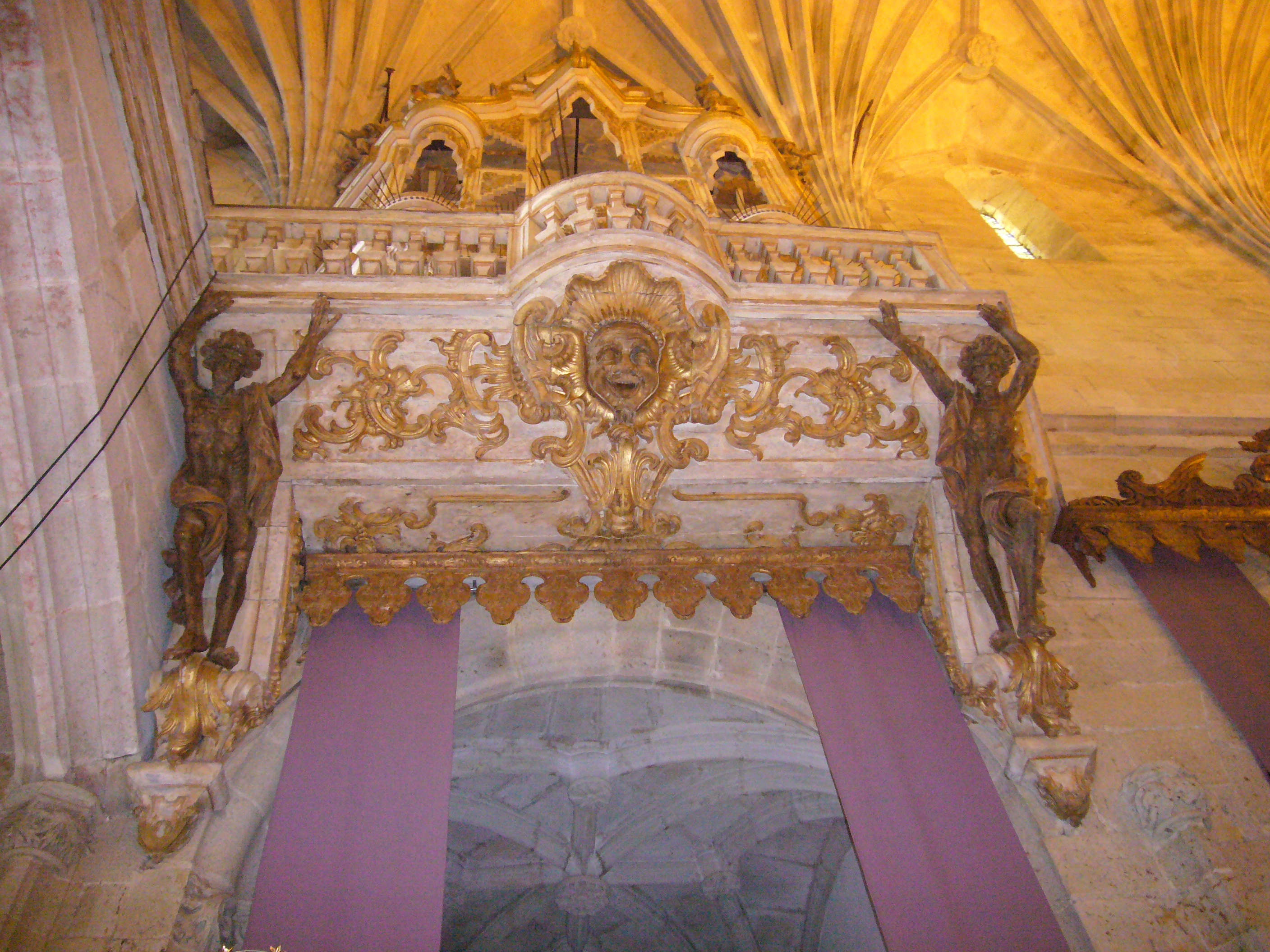
Órgano de la iglesia.

El resto del cuerpo de la iglesia fue construido por el mismo João Lopes, el Viejo, en una segunda fase de las obras que los hermanos tuvieron que costearla casi toda debido al desacuerdo con el Obispo don Diogo de Sousa que, a pesar de todo, pagó las vidrieras del coro, dato que permite llegar a la conclusión de que las obras del siglo XVI se terminaron antes de 1532, año de la muerte del prelado. Se construyeron en esta etapa la portada de la iglesia y el arco y la bóveda de «soporte del coro». El cuerpo de la Iglesia mantenía la planta que había sido diseñada originalmente, tenía las características de las llamadas iglesias de salón, con su forma rectangular, amplia y flanqueada por solo cinco hileras de capillas laterales interconectadas mediante puertas rectangulares. De este cuerpo del siglo XVI queda únicamente una pared irregular hacia el norte con cuatro de los cinco pasadizos originales tapiados. La falta de recursos económicos obligó a los hermanos a cubrir la nave con un revestimiento de madera soportado frágilmente por paredes poco gruesas y sin contrafuertes lo que obligó a realizar obras en las décadas de 1620 y 1630, de las que resultaron las imponentes bóvedas actuales.
Sobre las capillas del lado del Evangelio se construyó una biblioteca y se supone que en el lado sur (el de la Epístola) habría un dormitorio donde dormían los monjes ordenados hasta la inauguración de los nuevos dormitorios «de balcón» en 1572 donde fueron a dormir los novicios después de esta fecha. El cuerpo de la nave estaba dotado, además de la puerta principal, por una o dos puertas de acceso a las torres, una puerta de acceso al claustro —puertas de las procesiones— y tragaluces en cada capilla lateral, sencillos, toscos y revocads, de acuerdo con el llamado  Estilo Chão , —estilo austero— con la función de apenas permitir la entrada de luz.
En la actualidad esta única nave que hace recordar el modelo llamada iglesia de salón ( Hallenkirche ) está cubierta por una bóveda compleja de crucería concluida a mediados del siglo XVII, probablemente en 1638. Las capillas laterales se terminaron en 1658. En estas obras se mantuvo el espíritu del siglo XVI al establecer un espacio amplio, adecuado para albergar un gran auditorio, conservando muchas de las características del presbiterio, del transepto y del portal manuelino, además de sus propias dimensiones.
Se mantiene el material, granito porfiroide, así como el esquema de cuatro ventanas recortadas en cada lado en la zona superior de las paredes de la nave, incluso sin elementos decorativos, tanto en el interior como en el exterior así como un friso continuo, aunque más discreto, donde arrancan diez ménsulas con vigas prismáticas de once nervios que se cruzan en forma virtuosa en la bóveda. En este aspecto típicamente eenacentista —fuera de la época— se une la decoración de los ocho arcos de medio punto de las capillas laterales que se asemejan en su estilo a los aspectos típicos de finales de la Edad Media, con basas mixtilíneas invertidas, rosas, elementos vegetales, vides, racimos de uva, niños desnudos en posiciones extrañas, monos y lo que se piensa que es un conejo tocando la gaita. Las ventanas de las capillas fueron tapiadas el siglo siguiente para instalar los retablos barrocos. Las bóvedas de las capillas están también formada por bóvedas de crucería con una rosa bien concreta en el centro del plano definido por una cruz perfectamente simétrica, con cuatro llaves, talladas con elementos vegetales, que marcan los extremos de la cruz.
Entre lo expoliado de la iglesia están los azulejos del siglo XVI, firmados y fechados en 1742 que cubrían dos capillas del interior y otras del siglo XVIII, posiblemente de la fabricación regional y bastante raras. El altar mayor está constituido actualmente por una pieza tallada imponente, de estilo nacional, que data de 1697. Otros aspectos destacados son dos telas de Pedro Alexandrino de Carvalho, en la sacristía —construida en el siglo XVIII— y varias esculturas.

### Fachada principal

#### Pórtico principal

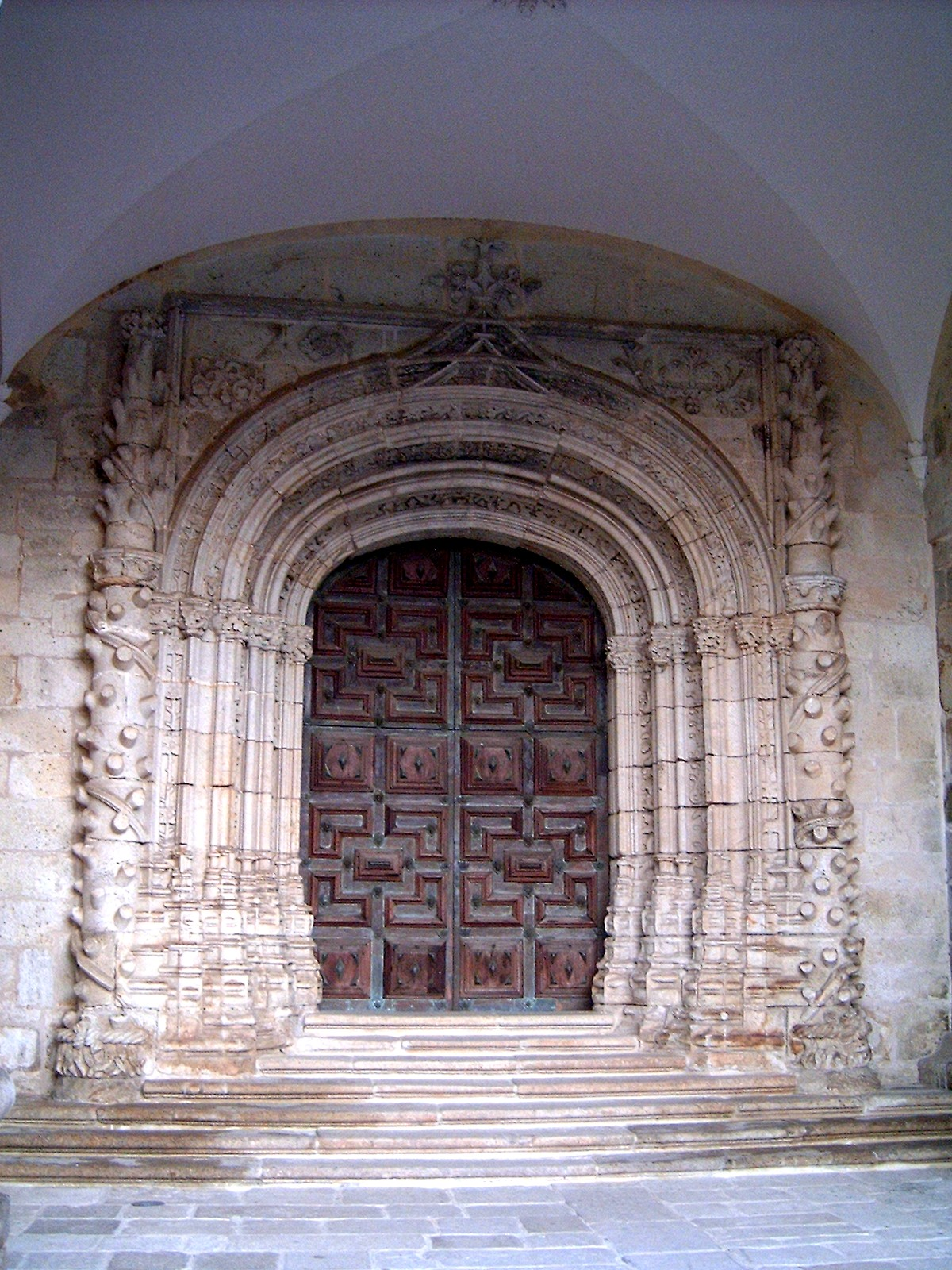
Pórtico principal.

En el contexto de las obras del siglo XVI, el pórtico principal fue objeto de una especial atención. En 1523 estaba completó ya que, como se desprende de los cronistas del convento, que solo empezaron a referenciar debidamente desde esa fecha las obras del Monasterio, sin que haya mucha seguridad a este respecto. Se caracteriza por cinco arcos rebajados, organizados en grupos de tres seudo-columnelas cada uno, terminados en arcos conopiales —similares a la quilla de un barco—, integrado en un alfiz, es decir, encuadrados de forma rectangular por dos grandes columnass que tienen la forma de dos troncos podados. Algunas de las columnelas que forman los arcos están biseladas y apoyadas en basementos mixtilíneos. Está protegido por un porche que sobresale del arco rebajado.
La decoración del pórtico de estilo manuelino, mezclando los motivos naturalistas habituales con elementos típicos de la decoración renacentista, como los llamados «grutescos» (grotescos en el lenguaje actual) (cabezas de ángeles en las capitales los dos troncos laterales, algunos apuntes raros de «animales»). El espacio entre los arcos presenta aspectos de simetría en elementos vegetales esquemáticos cuya exigencia técnica en el tratamiento escultórico parece apuntar a algún maestro de obras ligado de alguna manera a Juan del Castillo. En el vértice del portal, saliendo de los límites de la estructura porticada rectangular, se forma una flor en forma de cruz que, probablemente, simboliza a la Santísima Trinidad.

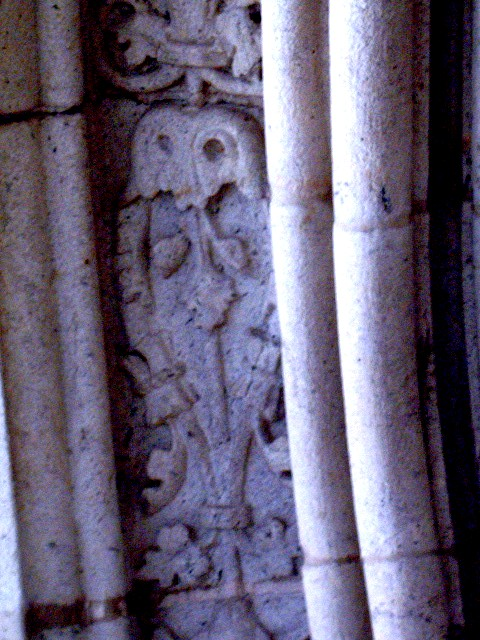
Detalle vegetal esquemático-simétrico del pórtico.
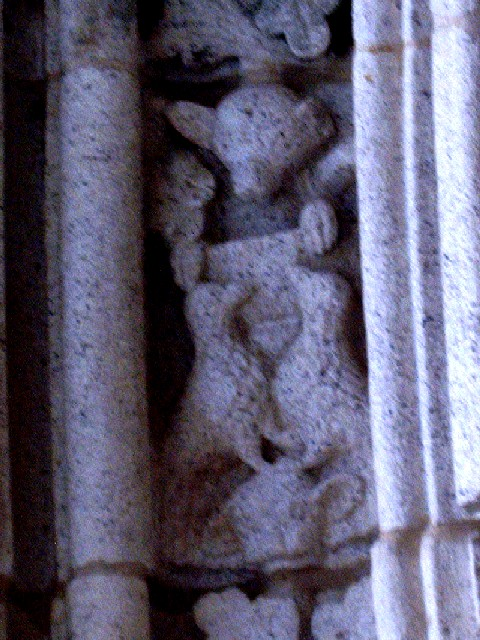
Detalle «grutesco» del pórtico: aves y cabezas de animales.
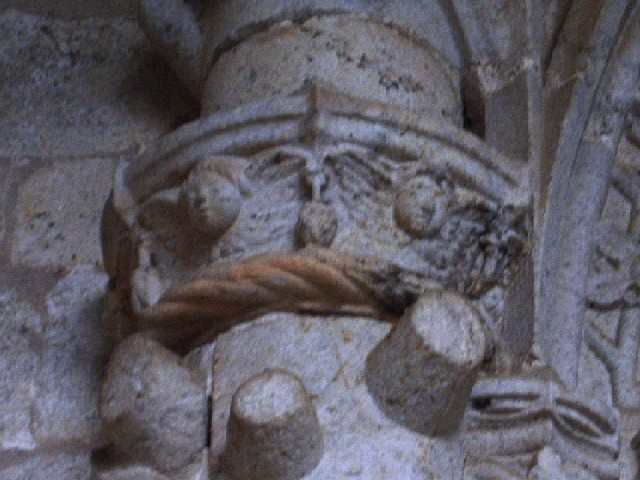
Cabezas de ángeles en el capitel de los troncos laterales del pórtico.
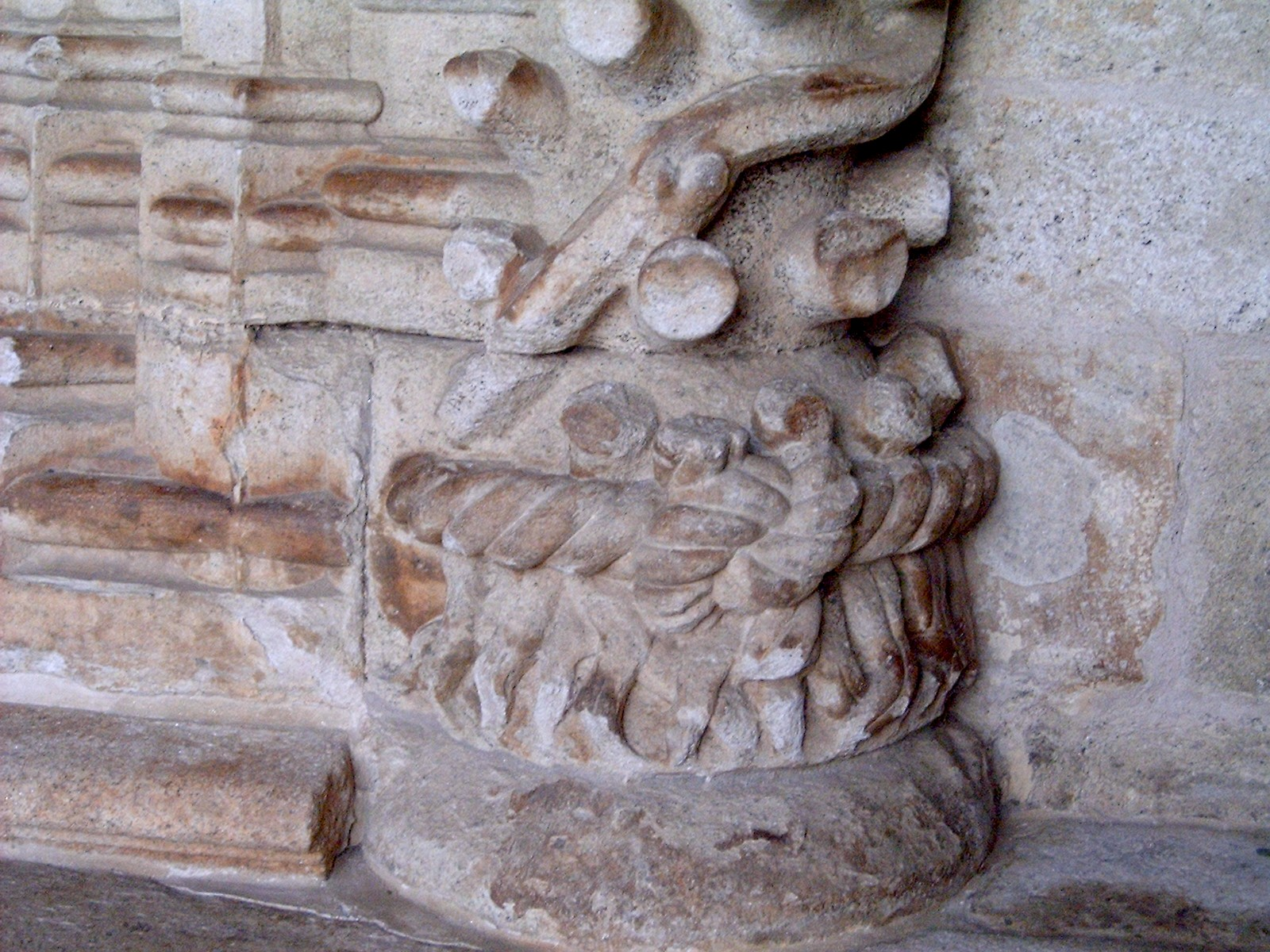
Base de los troncos laterales.

#### Torre sur
En el siglo XVIII se remodeló la fachada principal y se integró el pórtico del siglo XI en la torre sur. El diseño de la fachada de la iglesia, encargado en 1796 - 1797, comenzó a llevarse a cabo en 1804 - 1805. Esta torre, que tenía un reloj de sol en 1629, más pequeña que la torre norte, o «nueva», fue construida de acuerdo con un estilo «renovador» que debía tener características góticas, evidentes en los rosetones y en las ventanas de arco apuntado situadas en el centro del frontispicio. Los restos del pórtico del siglo XI o XII se reutilizan junto con dos nuevas arquivoltas, hechas con estilo románico y que confunden fácilmente a historiadores y estudiosos. Esta torre se mantiene inconclusa al día de hoy.

## Área conventual

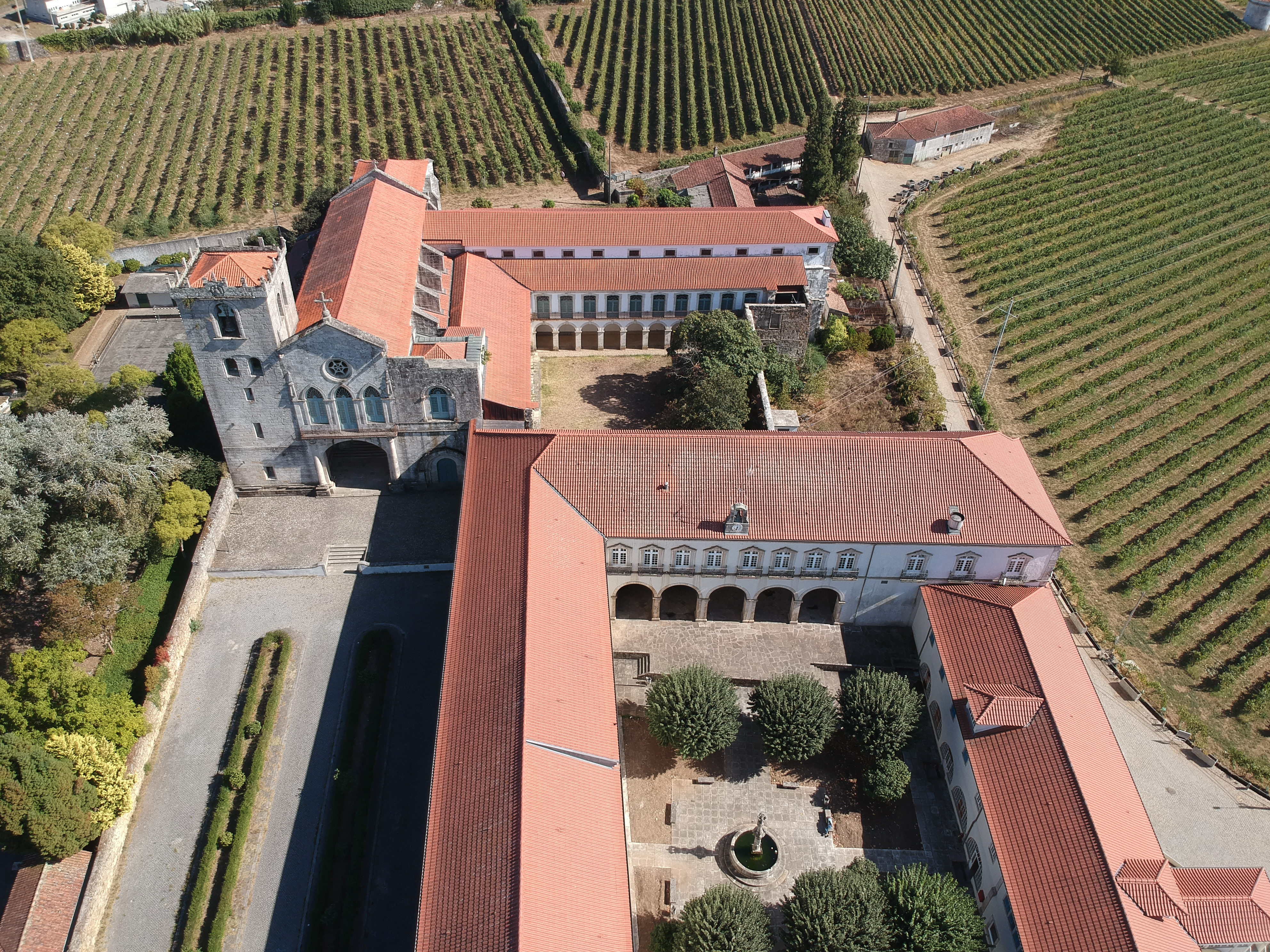

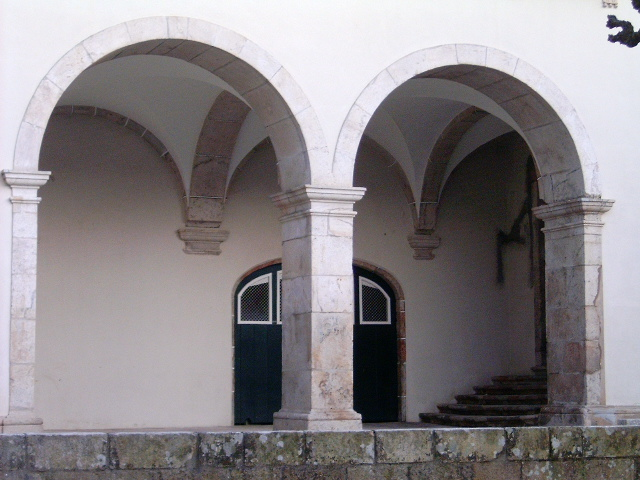
Detalles de las arcadas del claustro.

Al mismo tiempo se iniciaban la obra de principios del siglo XVI en la Iglesia, se reconstruyó todo el edificio al este del claustro a partir del brazo izquierdo del transepto. Se sabe que fueron ejecutadas antes de 1520 ya que existe un documento al respecto de un carpintero, de nombre Bartolomeu Dias que fue contratado ese año para las obras en «Mosteiro da Avé-Maria» en Oporto, que las debía llevar a cabo como hizo las del Convento de Vilar de Frades. Las obras se siguieron realizando a lo largo de este siglo. Manuel de Elvas mandó construir el dormitorio occidental en 1523 sobre el vano de la bodega, que todavía existe. Estas obras se terminaron en 1525. En 1543 y bajo las órdenes de Cristóvão da Purificação se agregó el dormitorio de «Vale de Cavalinhos» hecho con piedra de cantería y con celdas más amplias. También en esta década, Gabriel da Conceição encargó hacer las obras del dormitorio grande, al lado de la huerta, las instalaciones del Colegio de Filosofía y Teología, un comedor nuevo y una cocina . En 1572, Gaspar de Cristo Baião mandó construir el «dormitorio del balcón» así como de la construcción de dos molinos de agua después de la obra de la «traída de agua» junto a la cerca del convento. También se construyó por orden de Álvaro de Santa María, entre 1581 en 1583, una lavandería o cuarto de limpieza de planta casi cuadrangular, que aprovechaba el agua de los molinos en los días libres. Siguió el mismo rector haciendo la construcción de la casa del procurador, la del aceite y los graneros. A lo largo del siglo XVI se construyeron varias capillas más en el interior del recinto conventual pero fueron derribadas a lo largo del tiempo. Las últimas fueron derribadas por su primer propietario laico. Las «capelinhas», que eran de 1537, 1583 y 1590 incluían las catorce capillas del «Via Crucis» y las dos célebres capillas del belén y del «pajarito». Fueron construidos por los propios hermanos que desempeñaban sus habilidades artesanales utilizando diversos elementos decorativos tales como conchas y guijarros.
Entre 1698 y 1705, continuaron el trabajo en el convento, especialmente en los dormitorios. En mayo de 1700, se contrató a Manuel Fernandes da Silva para redimensionar la zona occidental del convento, el cementerio de la iglesia y el patio de las partes superiores. Estaba incluido el pórtico de la fachada del convento. António Correia, maestro albañil de Braga fue el autor de la obra.
El convento fue nacionalizado en 1834 y vendido en pública subasta. El 19 de agosto de 1898, un devastador incendio redujo gran parte del convento a cenizas y dejó poco más que las paredes de las cuatro alas, ante la indiferencia de muchos habitantes que tuvieron que ser forzados a apagar el fuego. El propietario del edificio, Joaquim Domingos Ferreira Cardoso, procedió a la reconstrucción del edificio, tal como era, a excepción de la parte sur, que quedó limitada a la planta baja.

### Claustro

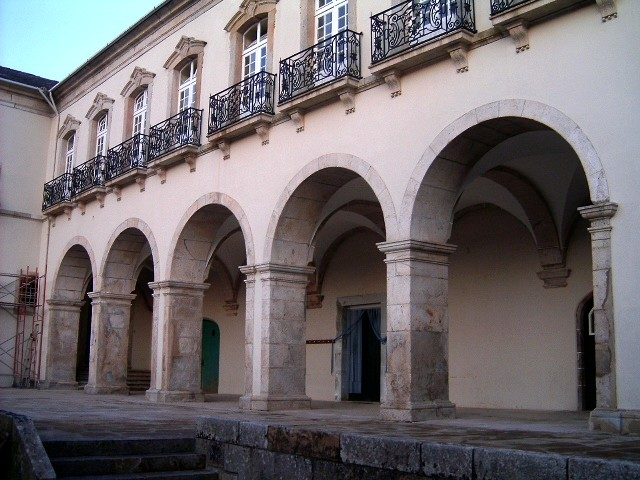
Detalle del claustro.

Un claustro del [siglo [XIV]] dio lugar en 1555 una obra moderna, con columnas en mármol. Este claustro, entre los dormitorios y la iglesia fue decorado en 1597 con una fuente renacentista de mármol, construido en Lisboa el año anterior y de la que no seconoce el paradero actual, está compuesta de dos bolos cada uno con cuatro grifos en ceño) colocados en cascada en un estanque cuadrado apoyado en cuatro pedestales en forma de diamante diamantes almohadonados). La fuente fue colocada en lugar de una palmera, árboles que eran frecuentes en los claustros de otros recintos monásticos de la Congregación. El agua la fuente, corriendo por conducciones de piedra, se llevaba después a la cocina donde se utilizaba en la limpieza y, finalmente, se utilizaba para el riego de hortalizas.
A finales del siglo XVIII, sin embargo, se decidió un nuevo plan para la zona conventual que se extendía desde los claustros a la sacristía y frente a la iglesia.
Las baldosas cerámicas, que se habían cuarteado, y que habían sido colocadas en 1632 por el Rector P. Gaspar dos Anjos se levantaron y se utilizaron como material de construcción en otros lugares.

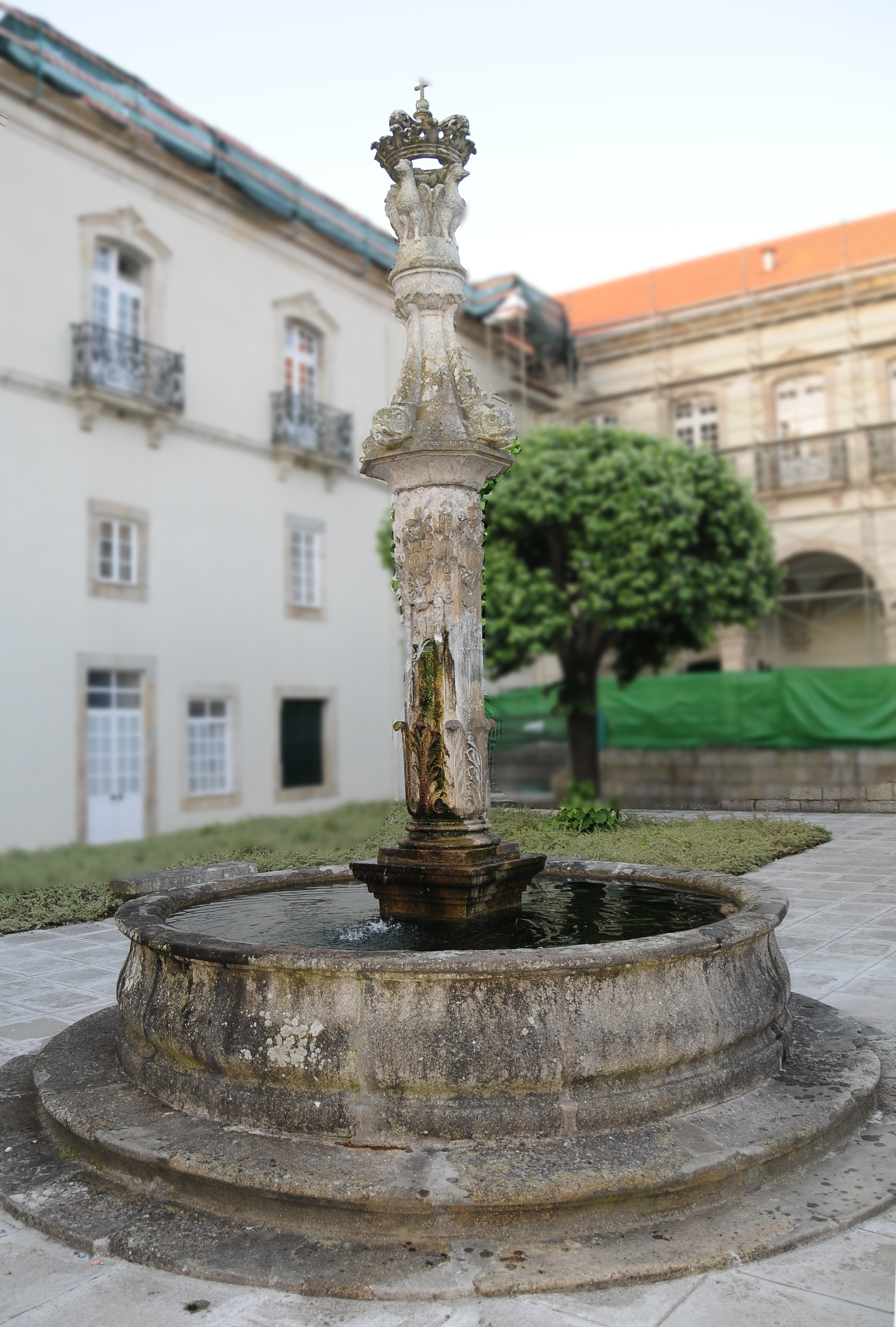
Chafariz o fuente con caños.

Cuenta Francisco de Santa María que estuvo aquí la tumba de un «Santo Abad» al que recurrían personas en buscan de curas milagrosas. Prueba de la santidad de esta tumba era el prodigio de que cada vez que un animal profanó la tumba o pasase por el centro, ocurría que quedaba de inmediato con una pierna lisiada.
Otra fuente, que antes estaba situada en el patio del convento y está clasificada como Monumento Nacional fue transferido a Barcelos en 1967 y está colocada frente a la Iglesia de Bom Jesus da Cruz en el «Largo da Porta Nova». El chafariz que se encuentra en el patio del convento, en el antiguo «patio de la parte superior», consiste en un tanque circular con una columna adornada con elementos vegetales y rematada por una corona real soportada por cuatro águilas sobre las cuales caen cuatro chorros. La datación de esta fuente es una cuestión que está sometida a discusión con autores que la refieren como pertenecientes a los inicios del siglo XVII, mientras que otros la identifican como el aumento de la fuente mandada a erguir por el padre rector Joaquim Lopes da Costa entre 1790 y 1792, es decir, hacia finales del siglo XVIII.

### Capilla de Nuestra Señora del Socorro
Hecha como recuerdo de una tormenta el día de San Sebastián en 1616 y la consecuente especial veneración de la Virgen del Socorro por los frailes, la capilla sirvió para recibir una imagen de la Virgen, propiedad del canónigo Baltazar da Anunciação. Una inscripción en el dintel de la puerta lateral, « S. M.ª Svcorre miseris » es testigo de la preocupación de los hermanos a los caprichos delanteros letales de la Naturaleza. La capilla se convirtió desde entonces en lugar de peregrinación anual.
La explanada de la capilla cuenta con una picota del siglo XVII y una escalera algo desaliñada y de aspecto arcaico que da acceso a la capilla, que consta de tres cuerpos realizados al «estilo de la época», como se describe en la Historia de la Secretaría de Hacienda Archivo con una capilla mayor de 5 x 5,15 metros junto a un cuerpo mayor, de 10,3 x 6,15 metros, más alto, que tiene anexa, bajo el mismo lado del tejado de una sacristía agua 8,55 x 3,15 metros. El interior, una parte está pavimentada con granito, con el suelo elevado en la zona del altar. La capilla mayor está separada de la nave por un arco de medio punto, con capiteles de orden toscano. El techo consistía en una cúpula de madera pintada de azul. El frontón tiene un óculo que más tarde fue prácticamente tapado por una marquesina de principios del siglo XX. El exterior está coronado por tres pares de pináculos, uno de los cuales —el que estaba en frente— fue trasladado a la parte superior de la escalera, que da a la entrada de patio.
La capilla tenía un púlpito y un retablo tallado y dorado. El retablo original, que fue probablemente de estilo manierista, fue más adelante sustituido por uno de estilo barroco. Un inventario de 1834 menciona un retablo neoclásico de mármol de varios colores, frisos y relieves dorados. De acuerdo con documentos de la Torre do Tombo, la capilla incluía dos esculturas de la Virgen del Socorro, una pequeña, de un palmo de estatura y otro mayor, de cinco palmos, ambas con una corona de hojalata y la mayor con el niño Jesús en brazos. Estaban pintados un San Antonio en el lado del Evangelio y un Santiago en el de la Epístola.